# Leominster
Leominster [ˈlɛmstə] (walisisch Llanllieni) ist eine englische Kleinstadt mit Marktrecht in den West Midlands. Sie liegt am Fluss Lugg in der Grafschaft Herefordshire und hat ungefähr 11.000 Einwohner. Leominster war seit dem Spätmittelalter besonders für sein Lemster Ore, eine besonders feine kurzfaserige Schafwolle, bekannt.

## Wirtschaft
Leominster ist Hauptsitz des Kartoffelchips-Herstellers Tyrrells, der 2016 vom Vorbesitzer Investcorp aus Bahrain an das texanische Unternehmen Amplify Snack Brands verkauft wurde.

## Name
Der Name Leominster geht vielleicht zurück auf ein Münster (englisch minster) in einem Verwaltungsbezirk namens Lene oder Leon; nach Angaben einer Website Leominsters soll sich der Ortsname aber vom Grafen Leofric von Mercia ableiten, dem Gatten der legendären Lady Godiva im 11. Jahrhundert.

## Galerie

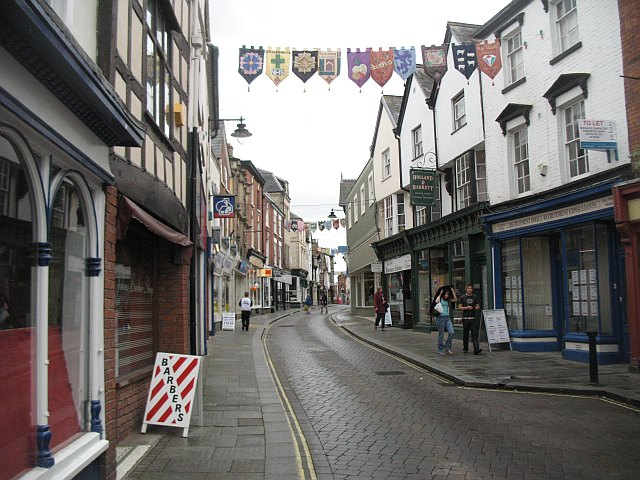
High Street, Leominster
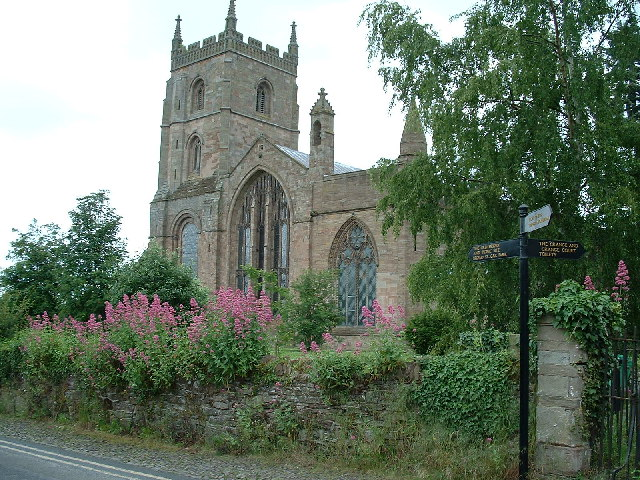
Kirche St Peter and St Paul

## Städtepartnerschaft
Seit 1992 ist Leominster mit der französischen Stadt Saverne durch eine Städtepartnerschaft verbunden.

## Persönlichkeiten
- Mary Rudge (1842–1919), Schachspielerin
- Arthur Peppercorn (1889–1951), Lokomotiv-Konstrukteur
- Albert Lee (* 1943), Gitarrist
- Jarrod Bowen (* 1996), Fußballspieler